# Keenania
Keenania é um género botânico pertencente à família Rubiaceae.
1. ↑  «Keenania — World Flora Online». www.worldfloraonline.org. Consultado em 19 de agosto de 2020